# Witold Dalbor
Witold Dalbor (ur. 16 lipca 1905 we Lwowie, zm. 22 grudnia 1954 w Zakopanem) – polski historyk sztuki i konserwator zabytków.

## Życiorys
W 1922 ukończył gimnazjum w Inowrocławiu i od razu rozpoczął studia na Politechnice Lwowskiej (Wydział Architektury), które przerwał na drugim roku z powodów zdrowotnych. Przeniósł się do Poznania i studiował tu historię sztuki pod kierunkiem prof. Szczęsnego Dettloffa. Podczas studiów odbywał podróże dydaktyczne do Austrii, Włoch, Niemiec i Czechosłowacji. W 1930 otrzymał tytuł doktorski i rozpoczął wykładanie historii sztuki na Uniwersytecie Poznańskim. W 1933 powołano go na stanowisko poznańsko-pomorskiego konserwatora sztuki (kierownik oddziału sztuki Urzędu Wojewódzkiego w Poznaniu). W czasie tej pracy poczynił wiele odkryć konserwatorskich, m.in. fresków w toruńskim kościele św. Jakuba. Przyczynił się też wtedy do wykonania szeregu opracowań inwentaryzacyjnych wielkopolskich zabytków.
Podczas okupacji hitlerowskiej wysiedlono go z rodziną do Warszawy, gdzie pracował w Nadzorze Budowlanym Zarządu Miejskiego jako tłumacz. Wykładał też historię sztuki na tajnym Uniwersytecie Warszawskim. Po powstaniu warszawskim udał się z polecenia Tadeusza Tołwińskiego do Zakopanego, gdzie tajnie nauczał architektury.
Po wojnie zorganizował w Zakopanem Instytut Przemysłu Ludowego. Prowadził też szeroko zakrojone badania sztuki ludowej i wygłaszał liczne prelekcje. W 1946 objął Katedrę Historii Architektury Polskiej na Wydziale Architektury Akademii Górniczo-Hutniczej w Krakowie. W 1952 został kierownikiem katedry zespołowej złożonej z zakładów: Historii Architektury Polskiej, Budownictwa Ludowego i Konserwacji Zabytków.

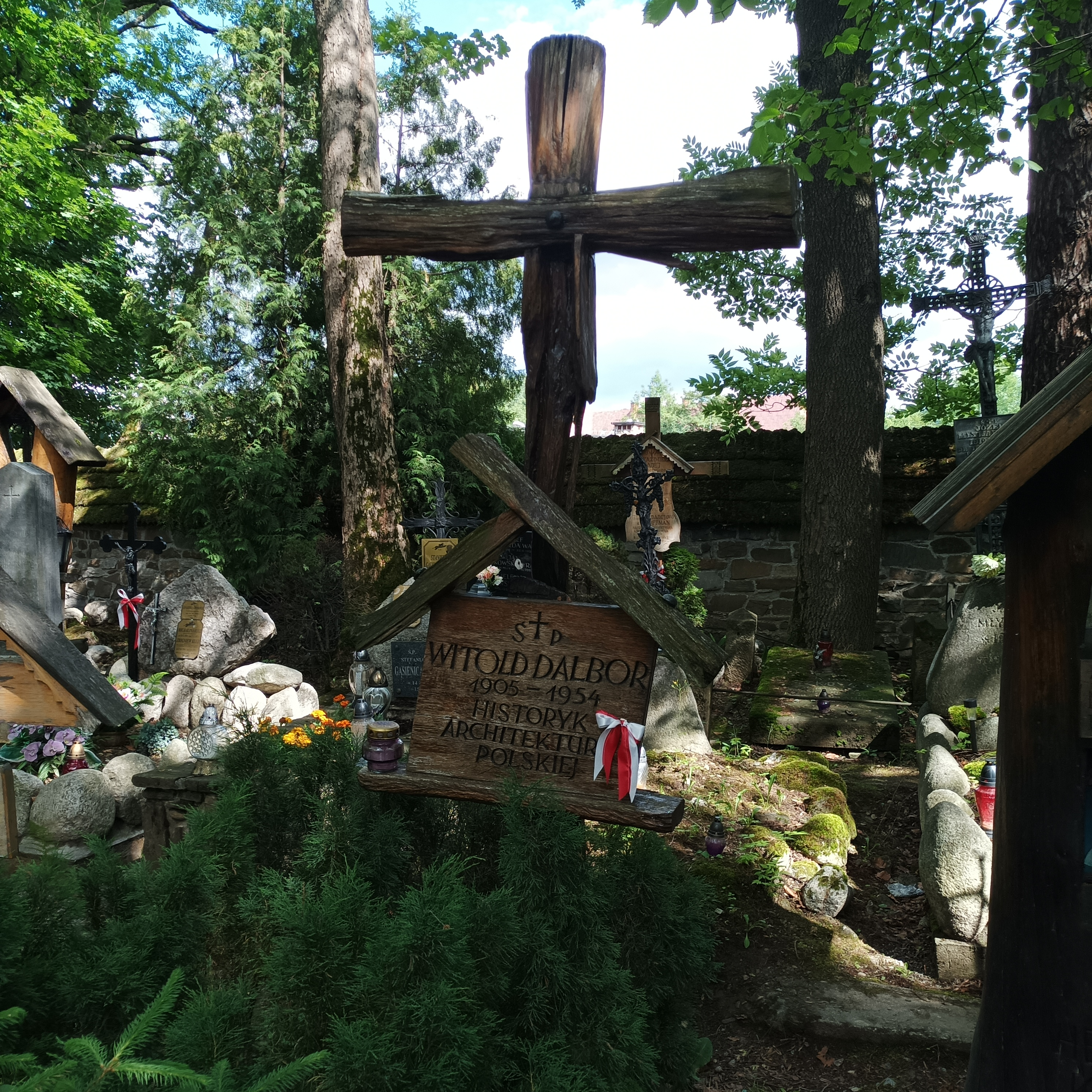
Grób Witolda Dalbora na cmentarzu Zasłużonych na Pęksowym Brzyzku

Zmarł na serce. Pochowany na cmentarzu Zasłużonych na Pęksowym Brzyzku (sektor P-I-32).

## Ordery i odznaczenia
- Srebrny Krzyż Zasługi (11 listopada 1936)[1]
- Medal 10-lecia Polski Ludowej (15 stycznia 1955)[4]

## Publikacje
W swojej pracy twórczej Dalbor skupiał się przede wszystkim na zagadnieniu rodzimości kultury polskiej oraz analizie kompozycji architektonicznej. Do jego najważniejszych prac należały:
- Portret kobiecy Lucasa Cranacha starszego w Muzeum Wielkopolskim w Poznaniu (1929),
- Nieznane późnogotyckie zabytki rzeźby i malarstwa w Wielkopolsce (1934),
- Pompeo Ferrari 1660–1736. Działalność architektoniczna w Polsce (1938),
- Architektura Polska od X do XII wieku (nie opublikowana),
- rozdział Architektura 1450–1520 w Sztuce polskiej czasów nowożytnych (1952),
- Związki Wielkopolski i Śląska w architekturze drugiej połowy XVIII wieku (1952),
- Wczesnośredniowieczny gród w Gnieźnie (1955, pośmiertnie)[5].